# Jean de Roye
Jean de Roye (1425?-† sans doute en 1495) est un juriste et administrateur français, chroniqueurprésumé d'une chronique du règne de Louis XI connue sous le nom traditionnel de Chronique scandaleuse.
Bourgeois parisien, quoique peut-être originaire de Roye, près de Nesle,, il était dès le début du règne de Louis XI un des soixante notaires du Châtelet de Paris (actes conservés, dressés de sa main et signés par lui, portant la date du 30 mars 1462 v. st., donc 1463, et du 9 août 1466). En 1469, il fut commis avec un de ses collègues, Henri le Wast, à dresser l'inventaire des biens trouvés à Paris du cardinal Balue, qui venait d'être arrêté. Il était aussi secrétaire du duc Jean II de Bourbon, et concierge de l'hôtel de Bourbon à Paris, sans doute à partir de 1466 (après la guerre du Bien public). Fin 1495 ou début 1496, un dénommé Ambroise de Villiers se vit confier cette dernière fonction ; comme sa femme s'appelait Perrette de Roye, on peut penser qu'il succédait à son beau-père, qui venait de mourir.

## LaChronique scandaleuse
Jean de Roye est l'auteur présumé d'une chronique de son époque, anonyme dans les deux manuscrits conservés et dans les premières éditions imprimées, et connue traditionnellement sous le nom de Chronique scandaleuse. Ce dernier nom, cité pour la première fois dans la Bibliothèque française de La Croix du Maine (1584), est ensuite repris en titre dans une édition de 1611. Dans le manuscrit le plus ancien, sinon autographe, au moins ayant appartenu à l'auteur du texte (BnF ms. fr. 5062), le titre, attribué à une date ancienne, est simplement Histoire de France de 1461 à 1479 : le récit s'arrête en mars 1479 (c'est-à-dire à la fin de l'année 1478 dans l'ancien comput) et n'a jamais été plus loin (le manuscrit est complet). L'autre manuscrit (BnF ms. fr. 2889), qui remonte aussi à la fin du XVe siècle mais est postérieur au précédent, est en revanche incomplet, avec des feuillets manquant au début et à la fin, et le récit qui reste va de l'entrée solennelle de Louis XI à Paris (31 août 1461) au 7 août 1479 (bataille de Guinegatte). C'est la première édition imprimée (une édition gothique, sans date ni localisation ni nom d'imprimeur, datant d'entre 1490 et 1495 environ) qui donne le texte entier sous le titre : Les Croniques du tres chrestien et tres victorieux Loys de Valois, feu roy de France que Dieu absolve, unziesme de ce nom, avecques plusieurs aultres adventures advenues tant en ce royaulme de France comme es pays voisins, depuis l'an mil quatre cent LX (1460) jusques en l'an mil quatre cent quatre vingts et trois (1483) inclusivement. Le titre ne doit pas être de l'auteur puisqu'il avertit dans son préambule qu'il ne veut pas appeler son texte Chroniques, nom réservé aux annales officielles. La partie allant de 1479 à la fin du règne (30 août 1483) est beaucoup plus sommaire que ce qui précède, et a été ajoutée postérieurement, sans doute d'un coup. La partie 1463-1479, très développée, a sans doute été rédigée au jour le jour. 
Le texte a eu ensuite de nombreuses éditions dès le XVIe siècle : il fut déjà repris dans le second tome de la Chronique martiniane de l'imprimeur Antoine Vérard (1503/04) ; il fut utilisé dans une édition de 1512 comme continuation de la Chronique d'Enguerrand de Monstrelet (tome III) ; puis en 1514 dans l'édition des Grandes Chroniques de France de Guillaume Eustace ; en 1517, Galliot du Pré le reprenait aussi dans la Mer des histoires ; etc. C'est en 1558 que le même Galliot du Pré donna la seconde édition isolée du texte, après l'editio princeps, en reprenant d'ailleurs le même titre.
Toutes ces éditions présentaient un texte anonyme, comme d'ailleurs celle de 1611, première à utiliser le titre Chronique scandaleuse, et qui précise simplement « escrite par un greffier de l'Hostel de Ville de Paris ». Le nom d'auteur « Jean de Troyes », devenu ensuite traditionnel, apparaît pour la première fois dans le Trésor des histoires de France de Gilles Corrozet (texte publié en 1583), et il est repris l'année suivante dans la Bibliothèque française de La Croix du Maine ; il semble [référence ? ] que ce soit un nom purement fictif, résultat d'une mauvaise lecture. Les Bibliographies font bien état de Jean de Troyes et non Jean de Roye. Le texte a été attribué plus tard par certains historiens à Denis Hesselin, greffier de l'hôtel de ville de Paris entre 1470 et 1510 : l'hypothèse fut avancée par Jacques Lelong dans sa Bibliothèque historique de la France (1719), et reprise notamment par Auguste Vitu en 1873. L'attribution à Jean de Roye, qui s'est imposée, est due à Bernard de Mandrot, éditeur du texte pour la Société de l'histoire de France.

## Éditions
- Bernard de Mandrot ( éd.), Journal de Jean de Roye, connu sous le nom de Chronique scandaleuse (1460-1483), vol. 1 et 2, Paris, Librairie Renouard, 1894-96 (lire en ligne).

- Jean de Roye, Chronique scandaleuse : journal d'un Parisien au temps de Louis XI / traduit et présenté par Joël Blanchard, Paris, Pocket, coll. « Agora », 2015, 382 p. (ISBN 978-2-266-25066-5, présentation en ligne).
- Chronique du règne de Louis XI, dite Chronique scandaleuse à lire en ligne sur gallica